# Психијатријска болница
Психијатријска болница, такође душевна болница или ментална болница, специјализована је психијатријска институција — отвореног или затвореног типа — за третман тежих психичких болести. 